# Fèlix Castanh
Fèlix Castanh (La Bastide 1920-22 de enero de 2001) fue un escritor francés en idioma occitano.
Durante muchos años fue un obrero agrícola al tiempo que estudiaba letras en el Lycée Louis le Grand. También fue maestro de escuela y, después, de enseñanza secundaria. Desde 1948 a 1954 fue redactor de la revista Oc.
Además de escritor occitano fue un militante occitanista, organizador del Festival de Montauban en 1957 y de la Muestra de Larzac de 1969. Se convirtió en el dirigente de las reflexiones sobre el occitanismo y la descentralización cultural. Fue el primero en establecer:
- El antinarcicismo histórico de la población del Languedoc.
- La lógica antiunitarista.
- Dio a los trovadores un papel ineludible, en términos literarios.
- Recordó la importancia de Olympe de Gouges, pionera en el feminismo.

## Obras
- De campestre d'amor e de guerra (1951) poesía.
- Manifeste multiculturel et anti régionaliste (Cocagne, Montauban 1984)
- Argumentari (Institut d'Estudis Occitans, Toulouse 1994).